# Essigberg (Naturschutzgebiet)
Der Essigberg ist ein Naturschutzgebiet im Naturraum Kraichgau in Baden-Württemberg.

## Geographie
Das Naturschutzgebiet liegt auf dem Gebiet der Gemarkung Dietlingen der Gemeinde Keltern und der Gemarkung Gräfenhausen der Gemeinde Birkenfeld. Naturräumlich gesehen befindet sich der Essigberg im Pfinz-Hügelland, in der Übergangszone zwischen den südlich gelegenen Schwarzwald-Randplatten und dem sich nach Norden anschließenden Kraichgau.

## Geschichte
Der Südwesthang des Essigberges ist bereits am 27. August 1952 erstmals als Naturschutzgebiet mit einer Fläche von 34 ha wegen seines Orchideenreichtums ausgewiesen worden. Die eingeschlossene Waldlichtung stellt die Reste einer durch Schafbeweidung entstandenen Heide dar, die im 18. Jahrhundert wieder aufgeforstet wurde. Auch der Weinbau hatte hier zeitweise Einzug erhalten. Die neue Verordnung vom 5. März 1991 ergänzte das früher ausgewiesene Naturschutzgebiet um das angrenzende Hegnach- und Kettelbachtal sowie Teile des Landschaftsschutzgebietes Kelterner Obst- und Rebengäu. Der Waldbestand im alten Teil des Naturschutzgebietes wurde 1968 durch einen Wirbelsturm in weiten Teilen zerstört.

## Geologie
Durch die neue Verordnung kommen zu den von Schichten des Unteren Muschelkalks aufgebauten mäßig trockenen Hängen und von den Böden des Mittleren Muschelkalkes gebildeten Kuppen feuchte Quellgebiete auf Buntsandstein hinzu.

## Beschreibung

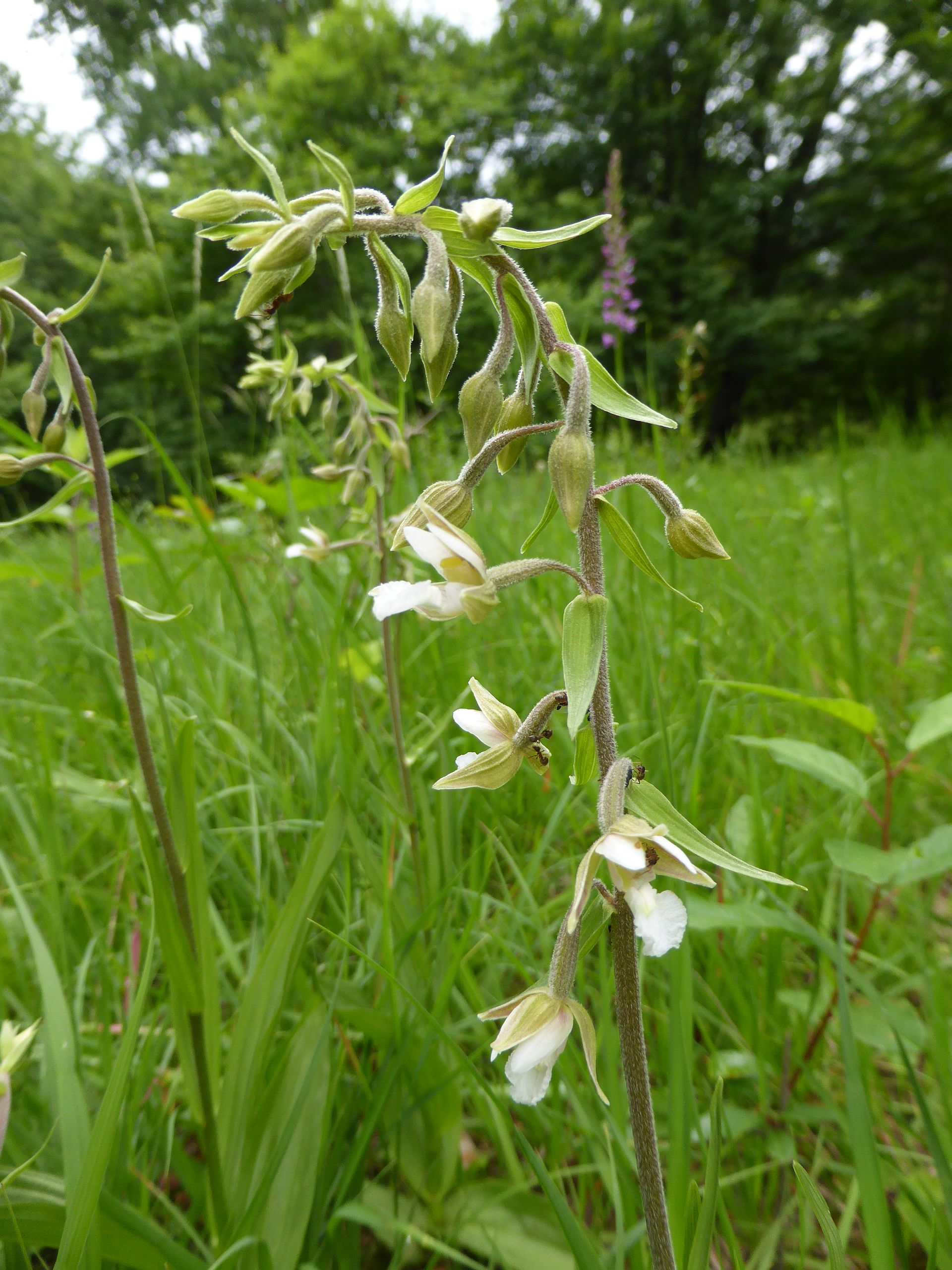
Sumpf-Stendelwurz (Epipactis palustris) im Naturschutzgebiet Essigberg

Das Gebiet wurde per Verordnung vom 5. März 1991 durch das Regierungspräsidium Karlsruhe als Naturschutzgebiet ausgewiesen und hat eine Fläche von etwa 130 Hektar. Es wird unter der Schutzgebietsnummer 2.020 geführt und ist, wie alle deutschen Naturschutzgebiete, in die IUCN-Kategorie IV als Biotop- und Artenschutzgebiet  eingeordnet. Der CDDA-Code lautet 81632 und entspricht zugleich der WDPA-ID.
Der wesentliche Schutzzweck ist die Erhaltung, Pflege und Entwicklung des Steppenheidewaldes, des Pfeifengras-Föhrenwaldes sowie der Halbtrocken- und Magerrasen auf dem Essigberg und an den Hängen des Erlach sowie der angrenzenden Wiesentäler und Quellgebiete des Kettelbachtales und der Hägnach mit ihren seltenen Pflanzengesellschaften, Pflanzen- und Tierarten.

## Flora und Fauna
An Waldgesellschaften finden sich heute ein von Kiefern durchmischter Eichen-Hainbuchenwald, orchideenreiche Kalkbuchenwälder sowie ein lichter, mit Wacholder durchsetzter, alter Kiefernwald.
Bis heute konnte ein großer Teil des Orchideenreichtum bewahrt werden, so sind beispielsweise noch Fliegen-Ragwurz, Bienen-Ragwurz sowie die Sumpf-Stendelwurz zu finden.
Die abwechslungsreiche Landschaft bietet naturgemäß eine große Vielfalt im faunistischen Bereich. Bedeutend sind vor allem die Vorkommen von Großschmetterlingen – viele davon werden in der „Roten Liste“ Baden-Württembergs als gefährdet aufgeführt. Auch die Spinnenfauna ist dank der engen Verflechtung der unterschiedlichsten Lebensräume im Schutzgebiet, bemerkenswert artenreich.